# Aster pujosii
Aster pujosii là một loài thực vật có hoa trong họ Cúc. Loài này được Quézel mô tả khoa học đầu tiên năm 1954.